# Reyhan Karaca
Reyhan Karaca (ur. 8 listopada 1970 roku w Stambule) – turecka piosenkarka, reprezentantka Turcji (razem z İzel Çeliköz i Canem Uğurluerem) w 36. Konkursie Piosenki Eurowizji w 1991 roku.

## Kariera muzyczna
Reyhan Karaca rozpoczęła swoją karierę muzyczną w 1987 roku. W 1988 roku razem z zespołem Efekt wzięła udział w finale krajowych eliminacji eurowizyjnych, do których muzycy zgłosili się z utworem „Camdam bir ev”. Grupa nie dotarła do czołówki głosowania jurorów. W 1990 roku razem z zespołem Piramit wystąpiła w finale krajowyh selekcji, w którym wykonali utwór „Bilinmeyen bir yerlerde” i zajęli z nim dwunaste miejsce.
W 1991 roku ponownie zgłosiła się do startu w krajowych selekcjach, tym razem z piosenką „İki dakika” nagraną razem z İzel Çeliköz i Canem Uğurluerem. 9 marca trio wystąpiło w koncercie finałowym widowiska i zajęło pierwsze miejsce po zdobyciu największego poparcia jurorów, dzięki czemu zostało reprezentantem Turcji w 36. Konkursie Piosenki Eurowizji organizowanym w Rzymie. 4 maja wokaliści wystąpili w finale konkursu i zajęli ostatecznie dwunaste miejsce z 44 punktami na koncie.
W 1993 roku premierę miał jej debiutancki album studyjny zatytułowany Başlangıç. W maju 1997 roku ukazała się jej druga płyta długogrająca zatytułowana Sevdik, sevdalandık. W ciągu kolejnej dekady ukazały się następne płyty artystki: Yaman olacak (2000), Mesela (maj 2003) i İmza (lipiec 2007).
W 2009 roku wydała singiel „S.B.A (Sevmeyi Bilmeyen Adam)”. W październiku 2010 roku opublikowała nowy singiel „Yeniden”, zaś w maju 2012 – singiel „Yaz”.
W 2015 roku opublikowała dwa nowe single – „Şans” i „Sobe”.

## Dyskografia
- Başlangıç (1993)
- Sevdik, sevdalandık (1997)
- Yaman olacak (2000)
- Mesela (2003)
- İmza (2007)